# روبرت إم. روكر
روبرت إم. روكر (بالإنجليزية: Robert M. Rucker)‏ هو مدرس وعازف جاز أمريكي، ولد في 4 نوفمبر 1967.

## وصلات خارجية
- الموقع الرسمي
- روبرت إم. روكر على موقع ميوزك برينز (الإنجليزية)
- روبرت إم. روكر على موقع ديسكوغز (الإنجليزية)